# The Machars

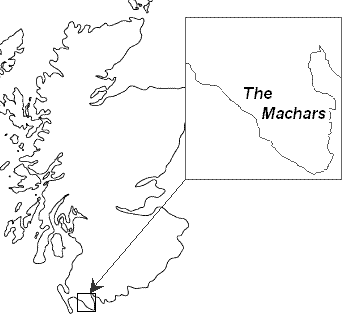
Położenie półwyspu na tle Szkocji

The Machars (gael. Machair Ghall-Ghàidhealaibh) – półwysep w południowo-zachodniej Szkocji, w hrabstwie Dumfries and Galloway (historycznie w Wigtownshire), część krainy historycznej Galloway. Otaczają go wody Morza Irlandzkiego – na południowym zachodzie zatoka Luce, na południowym wschodzie – zatoka Wigtown.
Krajobraz półwyspu jest nizinny i pagórkowaty. Główne miejscowości to Wigtown i Whithorn.